# Brecha digital en Alemania

Bandera alemana

La brecha digital en Alemania, el segundo país más poblado y primera potencia económica de Europa,se refiere a la diferencia cada vez mayor entre los miembros de la sociedad que carecen de ordenador o acceso a Internet y los que sí lo tienen. Hay varios factores que contribuyen a la brecha digital en Alemania, como la edad, el sexo, la estructura familiar, la educación, el origen étnico y la motivación. A pesar del gran mercado de las Tecnologías de la Información y la Comunicación (TIC) en Alemania, todavía hay zonas que no tienen acceso a Internet de alta velocidad. El acceso a Internet en Alemania está más disponible en las grandes ciudades que en las comunidades rurales. El gobierno alemán ha tomado la iniciativa de aumentar el acceso a Internet en las comunidades rurales mediante el acceso gratuito a Internet en todas las comunidades, así como aumentar la educación en Internet en las escuelas.

## TIC relacionadas con Alemania
Aunque, en conjunto, el mercado alemán de las TIC es el cuarto del mundo y el mayor de Europa, apenas se ve Internet de alta velocidad en sus zonas más rurales.
TIC significa tecnologías de la información y la comunicación, e incluye todos los dispositivos y sistemas utilizados en la tecnología digital y la comunicación. Dicho esto, el mercado de las TIC implica la compra y venta de estos dispositivos y sistemas. Su mercado de las TIC creció significativamente entre 2004 y 2014. Los ingresos procedentes de las exportaciones extranjeras de servicios de TIC pasaron de 10.200 millones de dólares a 25.800 millones de dólares. Solo en 2014, los ingresos procedentes de las exportaciones extranjeras de hardware de TIC y electrónica de consumo fabricados en Alemania alcanzaron los 37.300 millones de dólares. El investigador de mercado Marketline prevé una tasa de crecimiento anual compuesta del 5,5% entre 2016 y 2019. Aunque el mercado alemán de las TIC está triunfando en todo el mundo, dentro del propio país el éxito de las TIC solo prevalece en las grandes ciudades.

## Soluciones potenciales
Alemania se diferencia de la mayoría de los demás países en que la brecha digital no puede atribuirse de forma significativa a las disparidades en infraestructuras. En general, las zonas rurales tienen un precio mucho más elevado para acceder a Internet de alta velocidad que las zonas urbanas. Sin embargo, la brecha digital alemana se ve afectada regionalmente por los beneficios alcanzables del acceso a Internet. Las diferencias regionales no se deben tanto a barreras geográficas, sino que giran en torno a los diferentes subgrupos de población que componen cada región. Una evaluación realizada a través de Wikipedia y Twitter informó de que las lenguas minoritarias y regionales están infrarrepresentadas en Internet. Los alemanes de todas las edades utilizan cada vez más las redes sociales en los últimos años, un claro indicador de la disminución de la brecha digital. De 2010 a 2013, el porcentaje de ciudadanos alemanes mayores de 65 años que utilizan las redes sociales aumentó del 50% al 66%.

## Consecuencias de la brecha digital en Alemania
Alemania es la primera potencia económica de Europa y la segunda nación europea más poblada. Gracias a las diversas innovaciones en TIC introducidas por Alemania, la industria sigue expandiéndose por todo el mundo. El acceso a la información es una fuente vital para la igualdad económica, la movilidad social, las afiliaciones políticas, el crecimiento económico y la brecha entre zonas rurales y urbanas en una nación tan poblada, la brecha digital es inevitable.
El crecimiento económico se basa en la capacidad productiva de Alemania, medida por la diferencia entre el producto nacional bruto de un año y el del año anterior. Entre las principales causas del crecimiento económico se encuentran el aumento de las reservas de capital, los avances tecnológicos, una mayor calidad de la alfabetización y, recientemente, la protección del medio ambiente. Según los datos facilitados por Deloitte en 2014, las ventas minoristas en las tiendas alemanas están influidas en un 30% por las tecnologías digitales y en un 15% por los dispositivos móviles con conexión a Internet. Estos avances tecnológicos amplían la conectividad entre las compras en línea y fuera de línea y afectan a la forma en que la sociedad adquiere sus productos. Las plataformas de medios sociales como Facebook y YouTube influyen en que los adultos jóvenes, de entre 21 y 24 años, gasten más dinero en las tiendas que los adultos mayores de 25 años.
Alemania es conocida por tener un nivel moderado de desigualdad económica y movilidad social. La movilidad social en Alemania va a la baja y, según el Dr. Reinhard Pollak,existen cuatro obstáculos para la movilidad social ascendente. El primero son los déficits de educación que los padres deben a sus hijos y que impiden el desarrollo en los primeros años. Otro obstáculo es el tipo de escuela en función de los orígenes sociales bajos y altos de los niños y la diferencia de rendimiento entre las distintas clases de niños. El bloqueo de las oportunidades profesionales en la adolescencia temprana también bloquea la movilidad social ascendente. Por último, las trayectorias profesionales de los adultos son mínimas debido a la escasez de financiación y a la falta de claridad del marco de oportunidades profesionales. Todos estos factores que impiden la movilidad social ascendente en Alemania dificultan una educación tecnológica adecuada para los niños con escasa formación y, por tanto, aumentan la brecha digital en Alemania.
La afiliación política es un motivo para que los alemanes utilicen la tecnología. Antes de Internet no había demasiadas fuentes de información, y ahora los internautas están preocupados por los nuevos contenidos en la red: «contenidos políticos explícitos y radicales». Los gobiernos federal y estatal y las políticas universitarias alemanas apoyan la mejora de la utilización de internet en las condiciones académicas de investigación y enseñanza. Hay dos medidas importantes: (1) La Hochschulbauförderungsgesetz (Ley de Apoyo a las Universidades) y (2) el Hochschulsonderprogramm III (HSPIII) (Plan Especial Universitario III). La contribución financiera de los estados federados y el gobierno federal se debe al objetivo de reducir la brecha digital en Alemania.
La disponibilidad y accesibilidad de la educación y la tecnología en las zonas rurales y periféricas de Alemania son limitadas en comparación con las zonas urbanas. Con la interferencia del Gobierno, las zonas rurales y periféricas están utilizando el acceso a Internet a través de los Cibercafés Móviles (MIC) y la Escuela de Internet Móvil (MobIS). El acceso y uso de Internet en las zonas rurales sigue creciendo, pero la clave es que lo haga lo suficientemente rápido como para que la brecha digital entre zonas urbanas y rurales sea lo más pequeña posible.